# Letiště Atény
Mezinárodní letiště Eleftheria Venizela Atény nebo jen Mezinárodní letiště Atény (IATA: ATH, ICAO: LGAV) je nejrušnější řecké letiště nacházející se v regionu Attika, 23 km od Atén. Letiště je s centrem města spojeno linkou metra. 
Letiště bylo zprovozněno v březnu 2001, jako náhrada za staré letiště Ellinikon a bylo pojmenováno po Eleftheriu Venizelovi, politikovi a později i předsedovi vlády Řecka.

## Galerie

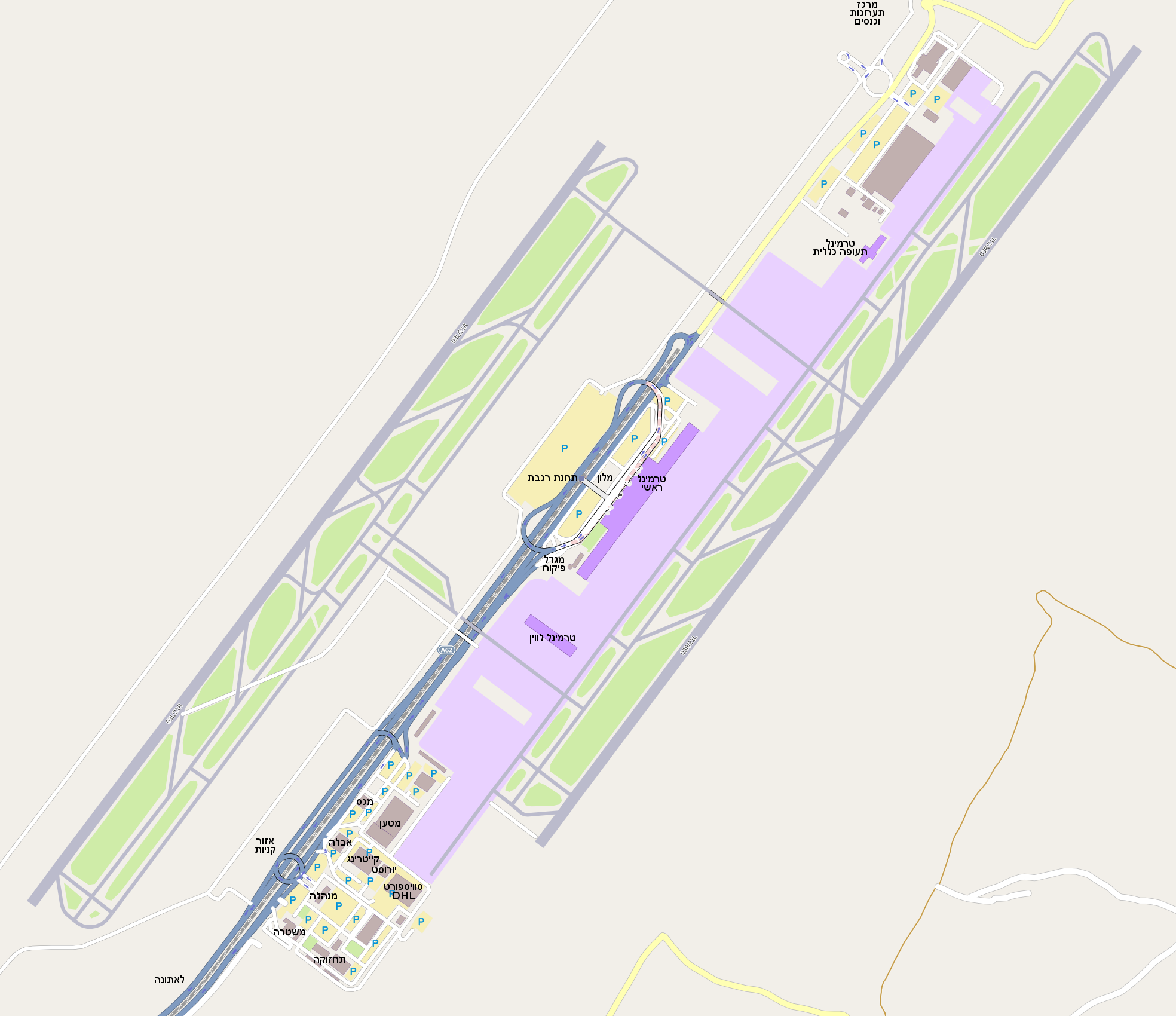
Mapa
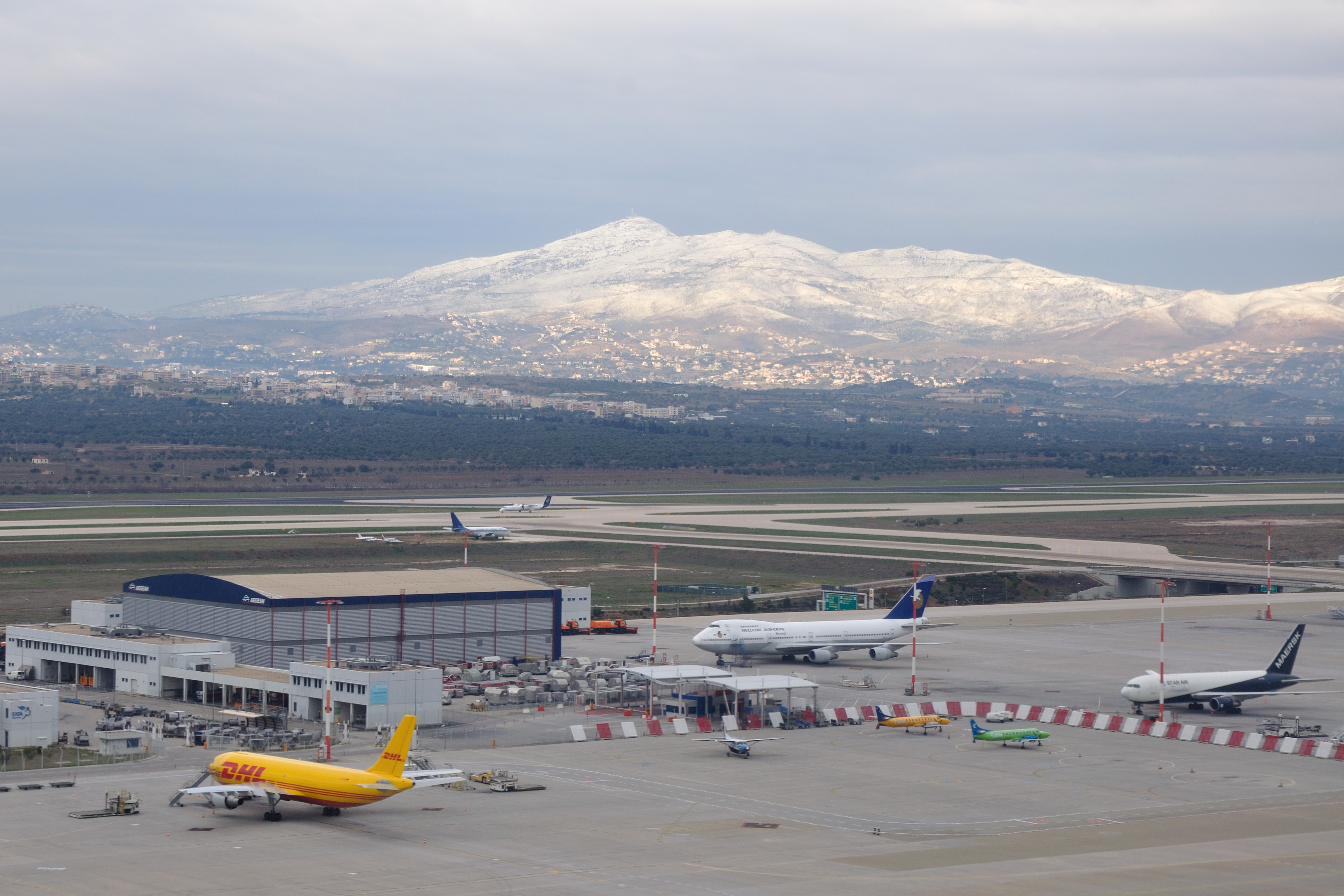
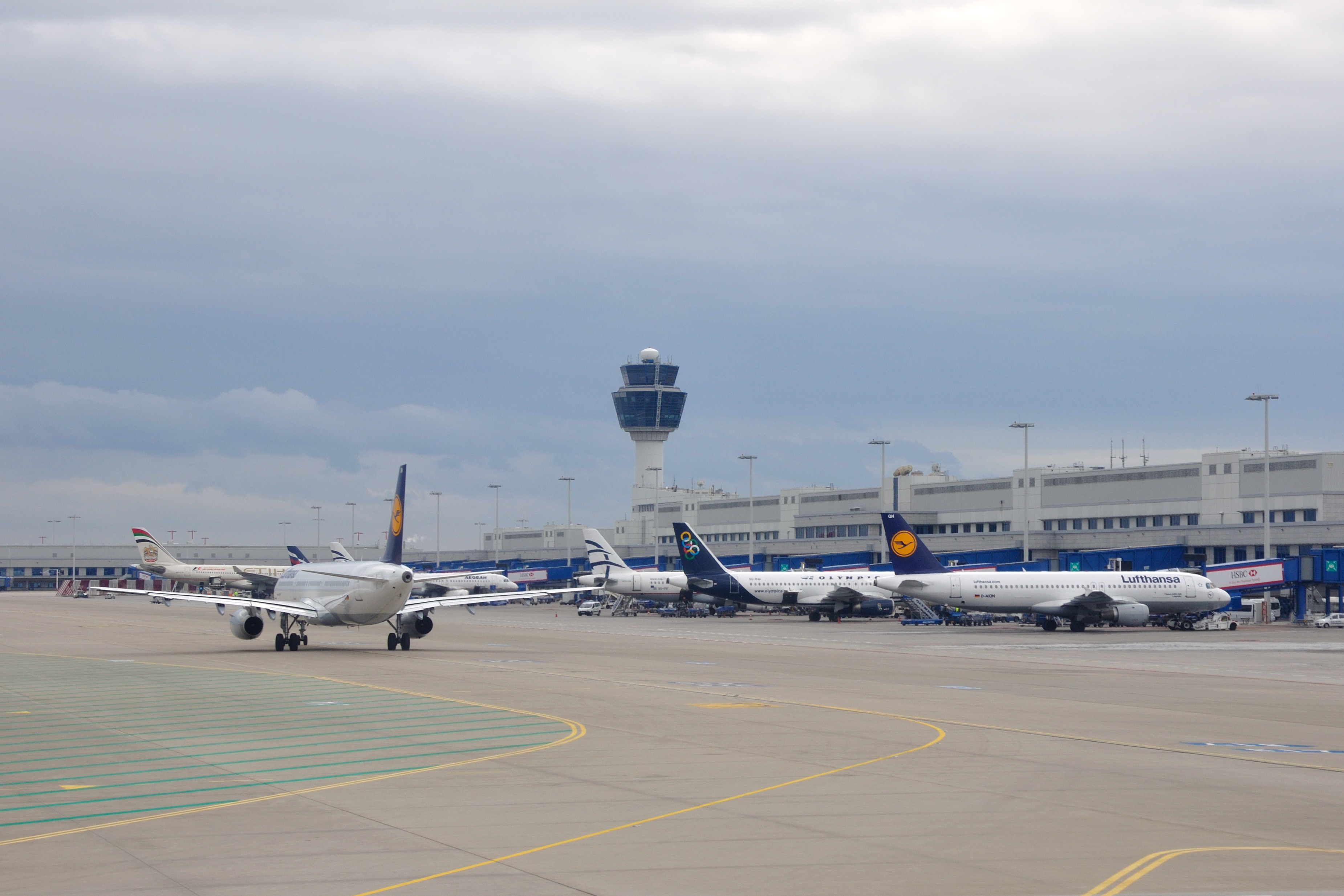
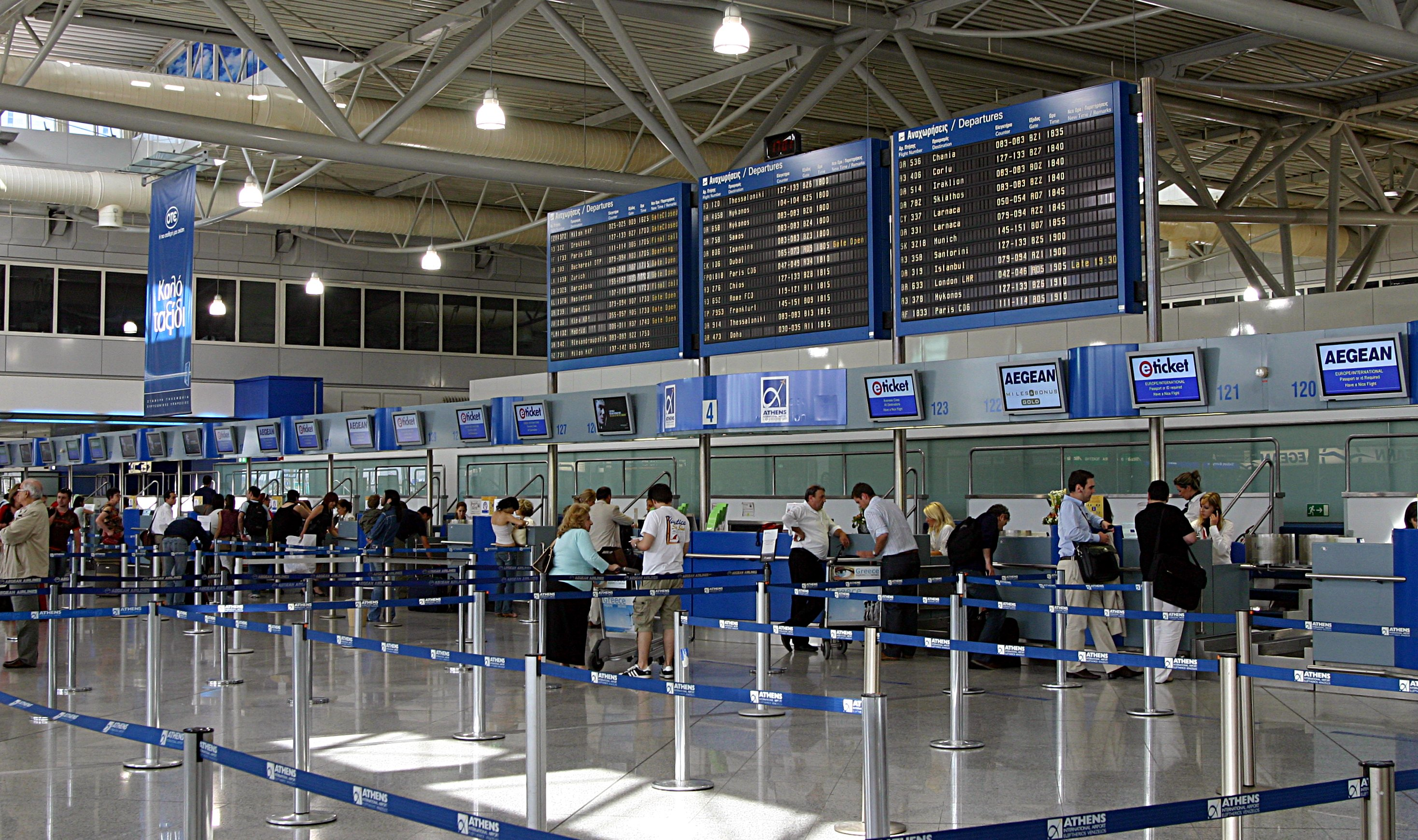
Check-in
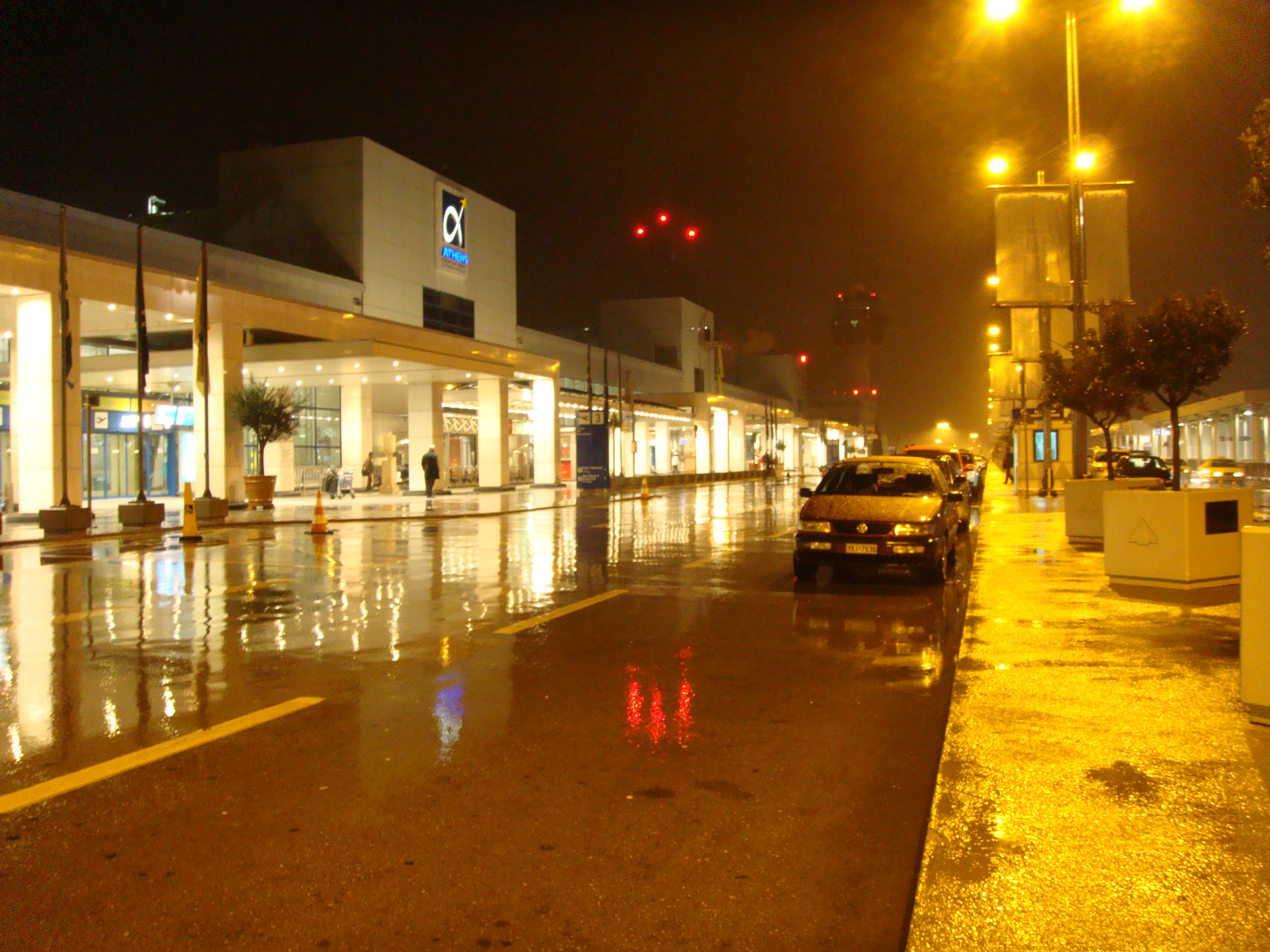
Budova terminálu v noci